# Volcán de Tequila
El volcán de Tequila es un estratovolcán extinto (pero no totalmente muerto) de unos 2,930 m s. n. m. de altitud conformada por microclimas; en su cumbre se puede apreciar una elevación en forma de domo, fabricado por lava situado en las proximidades de Tequila, Jalisco, México. Este volcán fue considerado como "montaña sagrada" por las culturas predominantes en aquel tiempo sobresaliendo la cultura tradición Teuchitlán, debido a que de esta montaña se extraía la piedra sagrada (obsidiana). Su nombre (tequila) viene haciendo referencia a la palabra "obsidiana", piedra conocida en aquel tiempo por el gran filo que poseía; pues la palabra "tequila" significa: Lugar donde se corta". Debido a su altitud (2,930) es la cuarta elevación más importante del estado de Jalisco.

## Ubicación
El volcán se encuentra ubicado en el municipio de Tequila. En el segundo tramo de la autopista Guadalajara-Tepic a la altura del pueblo cuyo nombre es alusivo pero esta vez a la famosa bebida mexicana.
Esta montaña también se encuentra situada cerca de Ameca, Tala, entre otros municipios más y puede ser vista desde la zona metropolitana de Guadalajara. 

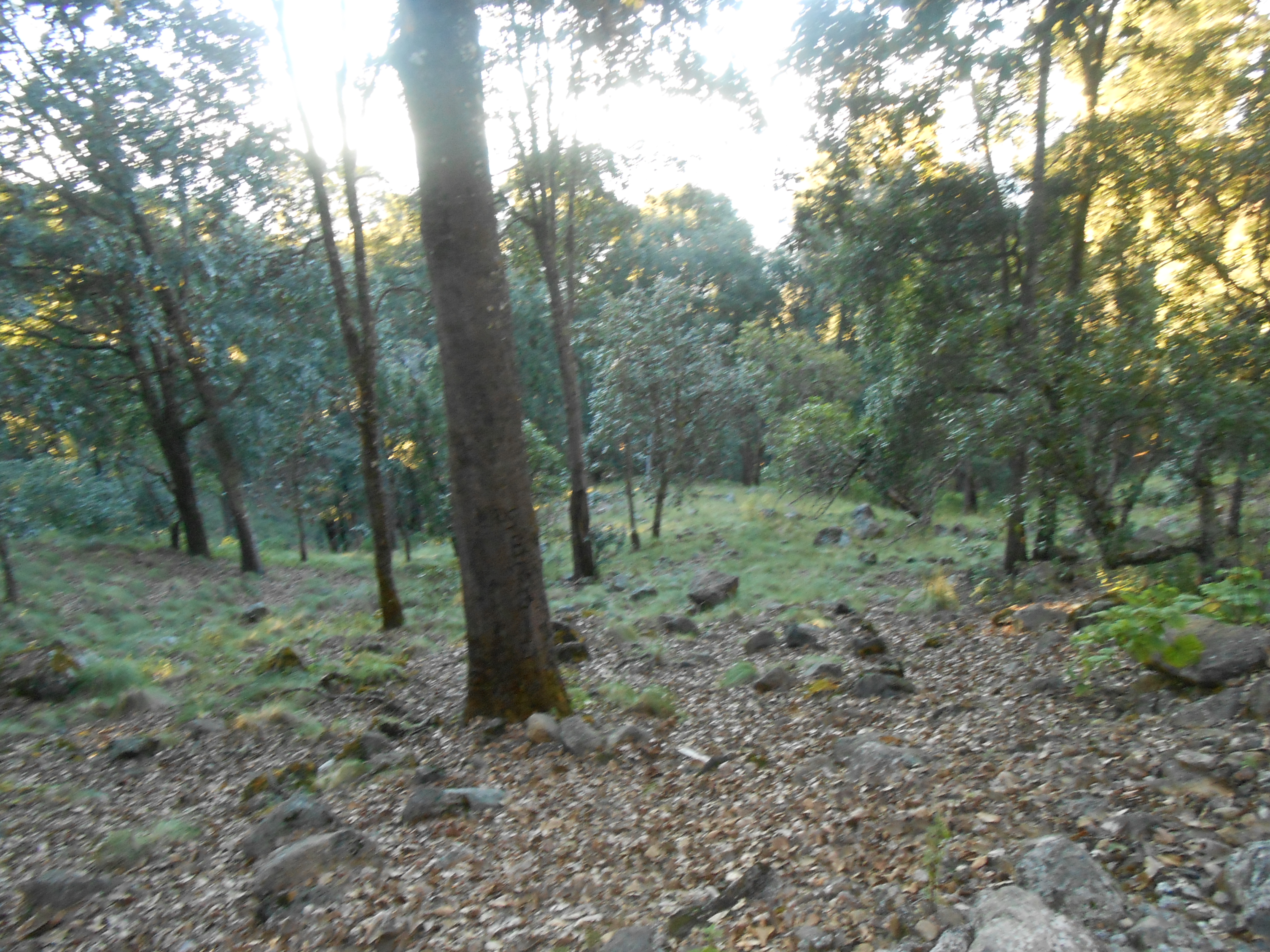
Robles y encinos.

### Vegetación
En el volcán se puede apreciar varios tipos de vegetación climática del estado de Jalisco y algunos [Endemismo|endemismos] elementos característicos del Bosque Mesófilo de Montaña. Predominan los encinos (Quercus) de varias especies. En las partes más altas de la montaña es posible apreciar algunas especies de Juniperus y Magnolias. En las faldas del volcán se encuentran gran variedad de agaves y sábilas.

### Curiosidades
El Volcán de Tequila (2) presenta una gran similitud con el Volcán Sangangüey (1) en Nayarit. Ambos se localizan en Faja Neovolcánica Transversal Mexicana a una distancia aproximada de 140 km.